# تترافلوئورید تلوریم
تترافلوئورید تلوریم (به انگلیسی: Tellurium tetrafluoride) با فرمول شیمیایی TeF۴ یک ترکیب شیمیایی با شناسه پاب‌کم ۱۶۷۲۵۸ است. که جرم مولی آن ۲۰۳٫۵۹۴ می‌باشد. شکل ظاهری این ترکیب، جامد بلوری سفید است.